# 權成昌
權成昌（韓語：권성창），韓國電視劇導演。

## 作品列表

### 電視劇
- 2010年：MBC《暴風的戀人》
- 2011年：MBC《深夜醫院》
- 2013年：MBC《龜巖許浚》
- 2013年：MBC《Drama Festival－搜查部班長：保護王祖賢》
- 2014年：MBC《媽媽的庭院》
- 2016年：MBC《再一次 Happy Ending》
- 2017年：MBC《三色幻想－戒指的女王》
- 2017年：MBC《歸來的福丹芝》

### 助理導演作品
- 2010年：MBC《壞女人好女人》
- 2011年：MBC《Life特別調查團》

## 外部連結
- NAVER